# Ngoài vòng pháp luật (phim truyền hình Thái Lan)
Kohn Teun (tên tiếng Thái: คนเถื่อน, tiếng Việt: Ngoài vòng pháp luật) là bộ phim truyền hình Thái Lan phát sóng vào năm 2011. Phim với sự tham gia của Ratchanont Suprakob và Wannarot Sonthichai.

## Nội dung
Phim kể về hành trình đi tìm nguyên nhân cái chết của người em sinh đôi, Akkanee (Guy Ratchanon) – một cảnh sát chìm – đã vô tình bị cuốn vào trận chiến quyền lực của các ông trùm ma túy và từ đó khám phá ra những sự thật được che giấu bên trong thế giới ngầm. Mọi chuyện bắt đầu khi Khim – em trai sinh đôi của Akkanee bỏ nhà đi và làm việc cho Nep Jeetrung – một ông trùm ma túy đội lốt doanh nhân. Trong một lần giao dịch ma túy, Khim bị Bang – bạn làm ăn của ông Nep thủ tiêu và vứt xác ở rẫy của ông Sue – kẻ thù của ông Bang. Sau khi được người bạn thân là đại úy Padech (Navin Yavapolkul) báo tin, Akkanee trà trộn vào rẫy của ông Sue để điều tra cái chết của Khim. Anh gặp Saman (Vill Wannarot) – cháu gái ông Sue và cũng là người phát hiện ra xác của Khim. Khi biết cái chết của Khim có liên quan đến ông Bang, Akkanee làm việc cho ông Bang và hẹn hò với con gái của ông – Banchuen (Airin Yoogthatat) – để tranh thủ lòng tin và tìm thêm chứng cứ. Điều này khiến cho Saman tức giận và hiểu lầm anh.Trong khi đó, Padech tiếp cận con gái ông Nep là Nootgarnda (Grand Punwarot Duaysienklao) để điều tra vụ án và hai người nảy sinh tình cảm. Không chấp nhận chuyện này, ông Nep tìm cách để Noochkanda gặp gỡ Sorawith – con trai của một chính trị gia và là công cụ để ông thực hiện ý đồ tiến thân vào giới chính trị. Trong một lần, Akkanee và Sorawith thay mặt hai ông trùm vận chuyển một lượng lớn ma túy đến Băng Cốc, Sorawith muốn qua mặt ông Nep để trở thành đối tác trực tiếp với ông Bang nên nhờ Akkanee dẫn đi gặp ông Bang. Điều này khiến ông Nep nổi giận và cho người trừ khử cả ông Bang lẫn Sorawith. Nhờ vậy, Akkanee phát hiện ra ông Nep mới là ông trùm thực sự đứng sau tất cả mọi chuyện. Akkanee sẽ làm gì để phá đường dây ma túy này? Chuyện tình cảm của anh và Saman sẽ như thế nào? Những bí ẩn gì vẫn đang được che giấu?

## Diễn viên
- Ratchanont Suprakob vai Đại úy Akkanee / Khim
- Wannarot Sonthichai vai Saman
- Navin Yavapolkul as Đại úy Phade Assawanan
- Punwarot Duaysienklao vai Nootgarnda
- Pongsiri Bunluewong vai Wong
- Chaiyapol Julien Poupart vai BaanJerd
- Siripon Yuktadatta vai BaanChuen
- Vittavat Singlumpong vai Tiew
- Natthapong Chartpong as Character Name
- Chanidapa Pongsilpipat vai Thiếu úy Chaaim
- Wayo Assawarungruang
- Joopjeep Chernyim vai Kon
- Sinitha Boonyasak vai Pada
- Rachawat Klipngern vai In
- Anuwat Niwatawong vai Yaba (Bang)
- Sonpong Chatri
- Teerapong Leowrakwong vai Nep (bố Nootgarnda)
- Winai Kotraput
- Chutinan Pirompakdi

## Ca khúc nhạc phim
- ความห่วงใยจากใครบางคน / Kwahm Huang Yai Jahk Krai Bahng Kon - Dew The Star